# Hartwig Köpcke
Hartwig Köpcke (* 30. Januar 1944) ist ein ehemaliger deutscher Fußballspieler. Er spielte 1970 für die BSG Stahl Eisenhüttenstadt in der DDR-Oberliga, der höchsten Spielklasse im DDR-Fußball.

## Sportliche Laufbahn
Bevor Hartwig Köpcke im Mai 1964 zum Wehrdienst in der Nationalen Volksarmee (NVA) einberufen wurde, hatte er dazu beigetragen, dass die TSG Wismar von der drittklassigen Bezirksliga Bezirk Rostock in die DDR-Liga aufgestiegen war. Auch als NVA-Soldat konnte er bei der Armeesportgemeinschaft (ASG) Vorwärts Neubrandenburg weiter Fußball in der DDR-Liga spielen. In den achtzehn Monaten seines Armeedienstes bestritt er 26 Ligaspiele und erzielte dreizehn Tore. Im November 1965 kehrte er zur TSG Wismar zurück, wo er alle restlichen zwanzig DDR-Liga-Spiele absolvierte und drei weitere Tore schoss. Nachdem er 1966/67 für die TSG nur in elf der dreißig Punktspiele eingesetzt worden war, schloss er sich zur Saison 1967/68 dem DDR-Ligisten Stahl Eisenhüttenstadt an. Doch auch dort gelang es ihm nicht, sich in die Stammelf zu spielen, in den beiden Spielzeiten 1967/68 und 1968/69 kam er nur auf 26 Einsätze bei 60 ausgetragenen Ligaspielen. Als Eisenhüttenstadt 1969 der Aufstieg in die DDR-Oberliga gelang, war Köpcke mit dreizehn Punktspielteilnahmen und zwei Toren beteiligt. In der Saison 1969/70 wurde er zunächst in der zweiten Mannschaft eingesetzt, für die er in der Hinrunde siebzehn Spiele in der DDR-Liga bestritt. Als in der Rückrunde Mittelfeldspieler Peter Krzikalla langfristig ausfiel, rückte Köpcke für ihn in die Oberligamannschaft nach, mit der er bis zum Ende der Saison in elf Punktspielen in der Mittelfeldachse aufgeboten wurde und seinen Einsatz mit vier Torerfolgen rechtfertigte. Anschließend stand Stahl Eisenhüttenstadt als Absteiger fest. Da der DDR-Fußballverband Verstöße gegen die Statuten festgestellt hatte, wurden die Eisenhüttenstädter in die Bezirksliga zurückgestuft. Nach dem sofortigen Aufstieg spielte Stahl von 1971/72 an wieder in der DDR-Liga. Dort wurden nach einer Ligaerweiterung auf fünf Staffeln nur noch 22 Spiele ausgetragen. Köpcke kam 1971/72 in den Ligaspielen nur auf zwölf Einsätze, war aber mit fünf Toren relativ erfolgreich. Eisenhüttenstadt erreichte die Oberliga-Aufstiegsrunde, in der Köpcke sieben der acht Qualifikationsspiele bestritt und ein weiteres Tor erzielte. Die Mannschaft verpasste mit Platz drei den Aufstieg. In den folgenden vier DDR-Liga-Spielzeiten konnte sich Köpcke als Stammspieler etablieren. Von den bis zur Saison 1975/76 ausgetragenen 88 Punktspielen absolvierte er 77 Partien. Bereits 1973 wurde er zusammen mit Matthias Jahn mit sieben Treffern Torschützenkönig der Eisenhüttenstädter. Mit neun bzw. dreizehn Toren wurde er dann 1974 und 1975 allein bester Torschütze der Mannschaft. Auch in der Spielzeit 1976/77 zeigte er sich mit sieben Punktspieltreffern schussfreudig, kam aber nur noch auf vierzehn Ligaeinsätze. Im Aufgebot für die DDR-Liga-Saison 1977/78 wurde Köpcke zwar wieder erwähnt, kam aber nicht zum Einsatz. Im Sommer 1979 meldete Stahl Eisenhüttenstadt, dass Hartwig Köpcke seine Laufbahn als aktiver Fußballspieler beendet habe. In seinen zwölf Spielzeiten im DDR-weiten Ligabetrieb war er in elf Oberligaspielen (4 Tore) und 203 DDR-Liga-Spiele (81 Tore) eingesetzt worden.